# Campionati europei di ciclismo su pista 2019 - 500 metri a cronometro
La 500 metri a cronometro ai Campionati europei di ciclismo su pista 2019 si è svolta il 20 ottobre 2019 presso il velodromo Omnisport di Apeldoorn, nei Paesi Bassi.

## Podio
| Pos.    | Atleta             | Nazionalità |
| ------- | ------------------ | ----------- |
| Oro     | Anastasija Vojnova | Russia      |
| Argento | Dar'ja Šmelëva     | Russia      |
| Bronzo  | Olena Starikova    | Ucraina     |

## Risultati

### Qualifiche
I migliori otto tempi si qualificano alla finale.
| Posizione | Atleta               | Nazione     | Tempo  | Gap    | Note |
| --------- | -------------------- | ----------- | ------ | ------ | ---- |
| 1         | Anastasia Voynova    | Russia      | 33.611 |        | Q    |
| 2         | Olena Starikova      | Ucraina     | 33.706 | +0.095 | Q    |
| 3         | Dar'ja Šmelëva       | Russia      | 33.827 | +0.216 | Q    |
| 4         | Kyra Lamberink       | Paesi Bassi | 33.952 | +0.341 | Q    |
| 5         | Lea Friedrich        | Germania    | 34.154 | +0.543 | Q    |
| 6         | Urszula Los          | Polonia     | 34.161 | +0.550 | Q    |
| 7         | Miriam Vece          | Italia      | 34.242 | +0.631 | Q    |
| 8         | Tania Calvo          | Spagna      | 34.591 | +0.980 | Q    |
| 9         | Steffie van der Peet | Paesi Bassi | 34.698 | +1.087 |      |
| 10        | Marlena Karwacka     | Polonia     | 34.706 | +1.095 |      |
| 11        | Helena Casas         | Spagna      | 34.995 | +1.384 |      |
| 12        | Sara Kankovska       | Rep. Ceca   | 35.809 | +2.198 |      |
| 13        | Eimear McMullan      | Irlanda     | 36.649 | +3.038 |      |

### Finale
| Posizione | Atleta            | Nazione     | Tempo  | Gap    |
| --------- | ----------------- | ----------- | ------ | ------ |
| 1         | Anastasia Voynova | Russia      | 33.005 |        |
| 2         | Dar'ja Šmelëva    | Russia      | 33.057 | +0.052 |
| 3         | Olena Starikova   | Ucraina     | 33.328 | +0.323 |
| 4         | Lea Friedrich     | Germania    | 34.044 | +1.039 |
| 5         | Urszula Los       | Polonia     | 34.067 | +1.062 |
| 6         | Miriam Vece       | Italia      | 34.112 | +1.107 |
| 7         | Kyra Lamberink    | Paesi Bassi | 34.160 | +1.155 |
| 8         | Tania Calvo       | Spagna      | 34.581 | +1.576 |